# Financial Services Authority
Die Financial Services Authority (FSA) war bis zum 31. März 2013 die britische Finanzmarktaufsichtsbehörde zur Regulierung der Finanzdienstleistungsindustrie im Vereinigten Königreich. Der Hauptsitz befand sich in Canary Wharf, London, eine weitere Geschäftsstelle war in Edinburgh. Gegründet wurde die FSA am 7. Juni 1985 unter dem Namen The Securities and Investments Board Ltd (SIB).
Nachfolgebehörden sind die Financial Conduct Authority (FCA) und Prudential Regulation Authority (PRA).

## Aufgaben
Die FSA war eine institutionell, funktionell und finanziell vom Staat unabhängige Institution, deren gesetzliche Grundlage der sogenannte Financial Services and Markets Act 2000 ist.
Im Financial Services and Markets Act sind die vier satzungsmäßigen Hauptziele der FSA gesetzlich verankert:
- Aufrechterhaltung des Vertrauens in den Finanzmarkt
- Förderung des öffentlichen Verständnisses des Finanzsystems
- Sicherstellung des Konsumentenschutzes
- Reduktion der Finanzkriminalität

Die FSA war rechenschaftspflichtig gegenüber dem britischen Finanzministerium und durch dieses gegenüber dem Parlament. Finanziert wurde die FSA ausschließlich über die durch sie regulierten Finanzmärkte, Unternehmen und Börsen.
Das britische Finanzministerium bestimmte den FSA-Verwaltungsrat, welcher aus einem Vorstandsvorsitzenden, einem Chief Executive Officer (CEO), zwei Vorstandsmitgliedern und zehn Aufsichtsratsmitgliedern bestand.
Zum Aufgabenbereich der FSA zählten die Definition und Durchsetzung von Standards, welche die Akteure in der Finanzdienstleistungsindustrie einhalten müssen. Darunter fällt beispielsweise die Zulassungskontrolle der Primary Information Provider, welche zur Veröffentlichung von regulatorischen Nachrichten von börsennotierten Unternehmen an der London Stock Exchange (LSE) sogenannte Regulatory Information Services anbieten.

## Neuordnung der Banken- und Finanzaufsicht
2010 stellte Schatzkanzler George Osborne seine Pläne für eine umfangreiche Neuordnung der britischen Finanzmarkt- und Bankenaufsicht vor.
Die Financial Services Authority (FSA) wurde zum 31. März 2013 aufgelöst. Gleichzeitig entstanden mit der Financial Conduct Authority (FCA) und die Prudential Regulation Authority (PRA) zwei neue Behörden, welche ab dem 1. April 2013 die Finanzaufsicht wahrnehmen werden. Zuständig für den Konsumentenschutz ist die Financial Conduct Authority, während die Prudential Regulation Authority die Aufsicht über Banken, Versicherungen und Investmentfonds führen wird. Die  für die Bankenaufsicht zuständige Prudential Regulation Authority untersteht weiterhin der Bank of England. Gesetzliche Grundlage der neu gegründeten Behörden FCA und PRA ist der Financial Services Act 2012.